# Homo cooperativus
Homo cooperativus (auch: Homo heterogenus, seltener: Homo cooperans) ist das Menschenbild der sogenannten Nachhaltigen Ökonomie. Als fester Begriff verankert und verbreitet wurde dieser durch den führenden Vertreter der Nachhaltigen Ökonomie Holger Rogall, das erste Mal 2002 in seinem Buch Neue Umweltökonomie – Ökologische Ökonomie. Seitdem wird das Modell des Homo cooperativus (auch: Homo heterogenus) von mehreren bekannten Wirtschaftswissenschaftlern genutzt und vielfach diskutiert.

## Eigenschaften
Es wird davon ausgegangen, dass sich in der Evolution ein Menschentyp herausgebildet hat, der heterogene Eigenschaften in sich trägt. Er hat demnach das Potenzial für eigennütziges, kooperatives und idealistisches Verhalten und Handeln, sowie Kurz- und Langzeitorientierung. Diese Fähigkeiten des Menschen haben unterschiedliche Quellen:
- Empathie: Die Anlage des Menschen Mitgefühl zu empfinden, ermöglicht ihm sich in andere Wesen hineinzuversetzen und etwas für andere (idealistisch) tun zu wollen.
- Liebe: Durch das Bedürfnis für einen Menschen etwas zu tun, ohne sofort den Eigennutzen erhöhen zu wollen, stellt die Liebe eine extrem wichtige Bindungskraft dar. Man unterscheidet zwischen romantischer, verwandtschaftlicher und freundschaftlicher Liebe.
- Kooperation: Nach Klaus Meyer-Abich kann der Mensch nur in Gruppen überleben. Als Einzelegoist wäre er ausgestorben. Die Fähigkeit zum kooperativen Handeln beruht auf der Erfahrung der Menschen, dass sie am glücklichsten und sichersten in Gruppen leben.[6] Zudem tragen Commoning (Gemeinschaffen)[7] und zweckmäßige Arbeitsteilung in Gemeinschaften zum Gesamtwohl bei und ist für alle Beteiligten effizienter.

Es wird im Weiteren davon ausgegangen, dass der Mensch folgende Charakteristika aufweist:
- Ungleiche Ausgangsbedingungen: Menschen haben ungleiche Ausgangspositionen (Fähigkeiten, Eigenschaften, Informationen usw.)
- Vielfältige Faktoren bestimmen das Verhalten: Die Menschen treffen ihre Entscheidungen (z. B. ihr Konsumentenverhalten) aufgrund verschiedener, oft auch widersprüchlicher, Einflussfaktoren. Hierzu Gehören:[8]
  - Ökonomisch/rationale Faktoren (Einkommen, Preise der Produkte)
  - sozial-kulturelle Einflüsse (Lebensstile aufgrund von Schichtzugehörigkeit, Wertschätzung von Qualität), Image der Produkte sowie anerzogene Werte und gesellschaftliche Normen
  - psychologische Faktoren sowie vererbte und natürliche Anlagen (Triebe, Erwartungen, Hoffnungen, Ängste, Wünsche auf Image- und Ansehenssteigerung)
  - idealistische Ziele (z. B. Umweltbewusstsein, ethische Ziele)

Hierbei zeigen die Untersuchungen der Verhaltensökonomik, dass der Mensch Entscheidungen meist nicht aufgrund rationaler, aber komplizierter rechnerischer Abwägungen trifft, sondern Vereinfachungsheuristiken anwendet. Diese beruhen u. a. auf Intuition und Erziehung.
- Heterogene Eigenschaften: Der Homo cooperativus ist von seinem Wesen her ein Geschöpf, bei dem der Eigennutz (Egoismus) eine wichtige Rolle spielt. Der Mensch ist aber auch fähig zu Hilfsbereitschaft, Kooperation, Fairness, Verantwortungsübernahme usw.[10]
- Entwicklung von Kooperations- und Verantwortungskompetenz: Der homo cooperativus verhält sich nach den Untersuchungen der Verhaltensökonomie in der Regel nach einer Art Mindestfairnessprinzip. Er ist bedingt kooperationsbereit, kann unter bestimmten Bedingungen sogar uneigennützig handeln, wehrt aber ab, wenn das Vertrauen missbraucht wird.
- Manipulierbarkeit, Grausamkeit und irrationale Risikobereitschaft: Da der Mensch ein soziales Lebewesen ist, das die Bestätigung und Aufmerksamkeit von anderen Menschen braucht, kann er auch manipuliert und von den sozial-ökonomischen Faktoren beeinflusst werden (Beeinflussung durch Werbung und Modetrends). Das heißt im Extremfall auch, dass ihn kulturelle Entwicklungen und Ideologien zu unmenschlichen Handlungen verleiten können. Darüber hinaus gehen viele Menschen irrationale Risiken ein, die über ihre Möglichkeiten gehen (Glücksspiel, Investition in Finanzanlagen mittels Krediten etc.).[11][12]

## Wissenschaftlicher Hintergrund
Grundlage vom Menschenbild des homo heterogenus/cooperativus sind die Untersuchungen der Verhaltensökonomie und Spieltheorie. Danach fällen Menschen ihre Entscheidungen meist nicht rational, sondern unterliegen einer Vielzahl von nicht rationalen Einflussfaktoren. Die Untersuchungen der Nobelpreisträger Reinhard Selten (1993), Daniel Kahneman (1986) und Joseph E. Stiglitz (2011) sowie die Arbeiten von Axel Ockenfels (1999) und Armin Falk (2001) lassen sich wie folgt zusammenfassen. Menschen verhalten sich i. d. R. nicht zweckrational, das hat unterschiedliche Ursachen:
- Multifaktorielle Entscheidungen: Gesellschaftliche Normen, grundlegende Überzeugungen, Erwartungen und Image von Gütern beeinflussen die menschlichen Entscheidungen oft stärker als rationale Faktoren. Das gilt auch für diverse unterschiedliche Faktoren des Unterbewusstseins und Gefühle wie Wünsche und Abneigungen.[18] So zeigen die Untersuchungen der Neuroökonomie, wie dominierend das Unterbewusstsein bei den menschlichen Entscheidungsprozessen ist. Meistens entscheidet das Unterbewusstsein viel schneller als das Bewusstsein und es werden anschließend Gründe gesucht, warum man sich so und nicht anders entschieden hat.
- Mindestfairness und Reziprozität statt Rationalität: Menschen verhalten sich i. d. R. nach einer Art Mindestfairnessprinzip (s.Eigenschaften Homo cooperativus), selbst wenn sie dadurch einen Nutzenverzicht erleiden (s. Ultimatumspiel). Dabei verhalten sie sich reziprok, d. h., sie belohnen faires Verhalten und bestrafen unfaires Verhalten, selbst wenn dies mit Kosten für sie verbunden ist, Falk spricht daher vom Homo Reciprocans.[19]
- Neue Informationen statt Abwägung: Sie messen – völlig unrational – neuen Informationen einen höheren Stellenwert zu als alten Erkenntnissen, damit wird ihre Bedeutung i. d. R. überschätzt (besonders deutlich lässt sich diese irrationale Entscheidungsstruktur bei Spekulanten und Politikern verfolgen).
- Eigene Erfahrungen: Menschen wägen Entscheidungen nicht mit Hilfe von rationalen Faktoren ab, sondern entscheiden meist nach Faustregeln. Zum Beispiel halten Menschen i. d. R. das für wahrscheinlich, was den eigenen Erfahrungen entspricht („bisher ist doch alles immer gut gegangen“) oder was der eigenen Position Recht gibt, unabhängig von der Bedeutung der Informationen,[20] hierdurch schätzen sie Situationen oft falsch ein.[21]

Der Evolutionsbiologe David Sloan Wilson warf in Teilen seiner Werke die Frage nach einer „bewussten Evolution“ (conscious evolution) auf, nachdem Kooperation nicht nur ein elementarer evolutionärer Faktor sei, sondern dessen gezielte Verankerung evolutionäre Folgen habe.

## Vergleich zum Homo oeconomicus
Der Homo oeconomicus wird unter Wirtschaftswissenschaftlern als rein zweckrational (wirtschaftlich) denkender Mensch beschrieben, welcher uneingeschränkt eigennutzmaximierend handelt. Auf Grund der oben aufgeführten Merkmale steht allerdings fest, dass dieses Modell so in der Realität nicht existiert. Begrenzung der Informationsverarbeitung, zufälliges, triebgesteuertes, beeinflusstes Handeln ist bei Entscheidungsprozessen eines Individuums die Regel.
Der Homo oeconomicus ist zudem aufgrund seiner Eigennutzorientierung höchstens bereit, Maßnahmen zu ergreifen, die in seinen Lebzeiten wirken. Der Homo cooperativus/heterogenus ist dagegen in der Lage, die Interessen seiner Mitmenschen und langfristige Entwicklungen in seine Entscheidungen mit einzubauen. Beim Modell des Homo oeconomicus entfällt jegliche Verantwortung gegenüber seiner Mitwelt oder künftiger Generationen. Die Natur wird als Objekt und Inputfaktor der Wirtschaft behandelt und dem ökonomischen System untergeordnet. Absolute Grenzen der Belastbarkeit werden nicht akzeptiert.